# تپه خروزک
تپه خروزک مربوط به سده‌های اولیه دوران‌های تاریخی پس از اسلام است و در شهرستان بوئین‌زهرا، بخش دشتابی، روستای خروزک واقع شده و این اثر در تاریخ ۲۶ اسفند ۱۳۸۶ با شمارهٔ ثبت ۲۲۲۱۹ به‌عنوان یکی از آثار ملی ایران به ثبت رسیده است.